# Faverges
Faverges este o comună în departamentul Haute-Savoie din sud-estul Franței. În 2009 avea o populație de 6.657 de locuitori.

## Evoluția populației
| An        | 1975  | 1982  | 1990  | 1999  | 2006  | 2009  |
| --------- | ----- | ----- | ----- | ----- | ----- | ----- |
| Populație | 5.186 | 6.177 | 6.334 | 6.310 | 6.533 | 6.657 |